# Raffaello De Rensis
Raffaello De Rensis (Casacalenda, 17 febbraio 1879 – Roma, 3 novembre 1970) è stato un musicologo e critico musicale italiano.

## Biografia
Dopo aver compiuto studi di giurisprudenza, si dedicò interamente alla musica, sia come musicologo che come critico musicale. In quest'ultima veste scrisse per importanti testate giornalistiche romane, come "Il Messaggero" (1915-1926) e "Il Giornale d'Italia" (1926-1934), e diresse il settimanale "Musica", importante iniziativa alla quale contribuirono Giannotto Bastianelli, Vittorio Gui, Gian Francesco Malipiero e Ildebrando Pizzetti. Nel ventennio fascista De Rensis si distinse per aver alimentato il mito del duce  in rapporto alla musica, scrivendo il pamphlet Mussolini musicista (1927): nel 1935 tenne un importante ciclo di conferenze nella Germania nazista e nel 1938 fu promotore della fondazione dell'Istituto Italiano per la Storia della Musica (IISM), di cui fu segretario generale fino alla sua morte; con questo istituto diede avvio al primo progetto di opera omnia di Giovanni Pierluigi da Palestrina.
Molto ampia è la sua produzione letteraria, costituita da saggi e articoli di giornale, che spaziano dalla musica antica alla musica contemporanea; il suo ultimo volume Musica vista (1961) raccoglie molte delle sue esperienze da musicologo raccolte nell'arco dei primi cinquant'anni del Novecento.

## Vita privata
Fu suocero del baritono Tito Gobbi, che sposò la figlia Tilde, e del basso Boris Christoff, sposato a Franca De Rensis.

## Opere (selezione)
- Franco Faccio - Arte, scapigliatura, patriottismo, Roma, NeoClassica, 2016 (I ed., Milano, 1934) ISBN 978-88-9374-006-7
- Francesco Cilea, Roma, NeoClassica, 2016 (I ed., Palmi, 1950) ISBN 978-88-9374-007-4
- Mussolini musicista Archiviato il 6 gennaio 2019 in Internet Archive., Mantova, Paladino, 1927
- Musica italiana in Francia. La riforma intitolata a Gluck (1916); Musica italiana in Austria. I precursori di Haydn (1916); Musica italiana in Germania. I precursori di Bach (1916)